# Carburante

Formula di struttura chimica del butano, un idrocarburo utilizzato come carburante.

Il termine carburante indica il combustibile utilizzato per l'alimentazione di alcuni motori a combustione interna, più precisamente quelli ad accensione comandata (ad esempio a ciclo Otto); per estensione, lo stesso termine è spesso impropriamente usato per indicare anche quei combustibili che alimentano i motori ad accensione per compressione (ad esempio il motore Diesel).

## Etimologia
Il termine deriva dal fatto che nella maggior parte dei casi la capacità energetica dei combustibili dipende dall'apporto di carbonio non combinato con l'ossigeno.
Per questo motivo nel motore endotermico, ha preso il nome di carburatore l'organo che serve per dosare il carburante e l'aria comburente, prima della immissione in camera di combustione.
In senso figurato la parola carburante ha finito per indicare una sorgente preziosa di energia, adatta per scopi nobili. Si dice infatti "carburare bene" quando ci si trova nelle condizioni ideali per sfruttare al massimo le proprie energie fisiche e mentali.

## Caratteristiche
Per essere correttamente utilizzato un carburante deve presentare particolari proprietà fisico-chimiche, adeguate al tipo di motore a cui è destinato, per ottenere una combustione completa e per ridurre al minimo gli effetti inquinanti degli scarichi nell'atmosfera. Ad esempio la benzina per i cosiddetti motori ad accensione comandata deve contenere additivi antidetonanti (una volta era usato il piombo tetraetile).
Alcuni comuni carburanti sono:
- idrocarburi liquidi o gassosi fossili, spesso derivati dal petrolio quali, benzina, gas di petrolio liquefatti, metano;
- l'idrogeno;
- derivati di composti vegetali, alcoli derivati dalla fermentazione dei carboidrati.
- combustibile sintetico, da fonti rinnovabili, scarti civili o industriali o a sviluppo sostenibile